# Chloeres quantula
Chloeres quantula là một loài bướm đêm trong họ Geometridae.